# Vladimir Michajlovič Golicyn
Principe Vladimir Michajlovič Golicyn, in russo Владимир Михайлович Голицын? (Parigi, 22 luglio 1847 – Dmitrov, 29 febbraio 1932), è stato un politico russo.

## Biografia
Era l'ultimogenito del principe Michail Fëdorovič Golicyn (1800-1873), e di sua moglie, la contessa Luiza Trofimovna Baranova (1810-1887).

## Carriera
Nel 1883 fu nominato vice-governatore di Mosca mentre nel 1887 ne divenne governatore. Nel 1897 venne eletto sindaco di Mosca. All'inizio del XX secolo, ha sviluppato i primi progetti per la realizzazione della metropolitana di Mosca, ma la guerra e la rivoluzione ne impedirono la realizzazione.

## Matrimonio
Sposò Sof'ja Nikolaevna Deljanova (1851-1925). Ebbero dieci figli:
- Elena Vladimirovna (1872-1875);
- Michail Vladimirovič (1873-1942), sposò Anna Sergeevna Lopuchina, ebbero sette figli;
- Nikolaj Vladimirovič (1874-1942);
- Sofija Vladimirovna (1875-1952), sposò Konstantin Nikolaevič L'vov;
- Aleksandr Vladimirovič (1876-1951);
- Vera Vladimirovna (1878-1967), sposò Lev Alekseevič Bobrinskij;
- Vladimir Vladimirovič (1879-1969);
- Marija Vladimirovna (1887-1888);
- Elizaveta Vladimirovna (1889-1943), sposò Vladimir Sergeevič Trubeckoj;
- Tat'jana Vladimirovna (1892-1920), sposò Pëtr Sergeevič Lopuchin.

## Morte
Nel 1929 fu arrestato più volte, prima a Zagorsk, poi a Dmitrov, dove morì il 29 febbraio 1932.